# I milenio
El primer milenio comenzó el 1 de enero del año 1 y terminó el 31 de diciembre del 1000. Fue un periodo de grandes cambios culturales y políticos, especialmente en el continente Euroasiático. Su primera mitad se caracterizó por el auge y caída de grandes imperios tales como el Chino (Asia), Romano (Europa) y Gupta (India). El cristianismo y más adelante el islam tuvieron su creación y auge durante este periodo, siendo de las religiones más expandidas del continente para el año 1000.
En Europa, la primera mitad del milenio (que coincide con el fin de la Antigüedad Clásica) vio el máximo apogeo y eventual declive del Imperio Romano al igual que la rápida propagación del cristianismo. Hacia el siglo IV se iniciaron las Grandes Migraciones, las cuales también tuvieron efectos en Asia. La Ciudad Eterna y el Imperio Romano Occidental cayeron en el año 476, marcando el inicio de la "Edad Media" de la historia occidental. A pesar de la caída de Roma, la mitad Oriental de su imperio (apodado "Imperio Bizantino" por la historiografía) perduró mil años más. La segunda mitad del milenio se caracterizó por el auge de nuevos reinos cristianos como el Franco (481), Lombardo (568) o el Inglés (927), además de eventos como la Era Vikinga, la formación del sistema feudal y la aparición y fugaz expansión del islam con las conquistas árabes del siglo VII.
En Asia, el milenio vio el auge y caída de varias dinastías de China. De estas resalta la Dinastía Han, que cayó en el 220, y la Dinastía Tang, que gobernó desde el 618 al 907. Ambas dinastías fueron edades doradas para dicha civilización, la cual se consolidó como la máxima hegemonía de la región. El Budismo y el islam fueron introducidos a Asia durante este periodo. En el siglo VIII inicia la Edad de Oro del islam, la cual trae diversos avances científicos y tecnológicos. En esta misma época, los Pueblos túrquicos inician su migración de Asia Central hacia Europa Oriental.

## Acontecimientos relevantes
- En la provincia romana de Palestina nace el cristianismo.
- En Asia Central comienza a desarrollarse la religión budista mahayana.
- En África Occidental, el Reino de Axum vive su máximo apogeo.
- Pax Romana. Máximo apogeo del Imperio Romano hasta la crisis del siglo III.
- Siglo II: Se inventa el papel en China.
- Siglo II: Se crea la cartografía en Roma.
- Siglo III: Se introduce la metalurgia en África Austral.
- 220: caída de la Dinastía Han y fragmentación de China.
- Poblamiento de Polinesia Oriental.
- 301 Armenia adopta al cristianismo como religión oficial. Fue el primer país del mundo en hacerlo.
- 320 – 535: en la India gobierna el Imperio Gupta gracias al cual se vive una nueva edad dorada.
- 330 – 395: se forma el Imperio Bizantino que nace de la división del Imperio Romano en Oriente y Occidente.
- 350 al 400: La cultura yayoi se extiende por las islas del Japón. Sus habitantes acondicionan canales para los arrozales y crean herramientas de hierro.[1]
- 380: El cristianismo se convierte en la religión oficial de todo el Imperio Romano.
- 393: Últimos Juegos Olímpicos, luego prohibidos por paganismo.
- 476: Caída de Roma a manos de las tribus germánicas.
- 525: Se establece el Calendario Cristiano con el Anno Domini, fijando el inicio del calendario con el nacimiento de Jesús.
- 541 – 700: Primera pandemia de plaga registrada. Diversas olas de la plaga ocurrieron en Oriente Próximo hasta el siglo VIII.
- 552 – 744: Primer Khaganato Turco. Su fragmentación resultará en grandes migraciones a Occidente.
- 610 – 632: creación del islam bajo el profeta Mahoma.
- 633 – 711: Expansión musulmana; los árabes conquistan Irán, Egipto, Siria, el sur de Hispania y todo el norte de África.
- 661 – 750: gobierno del Califato Omeya, máxima extensión de un Estado Islámico unificado.
- Siglo IX: descubrimiento de la pólvora en China.
- 843: en Europa se divide el Reino Franco de Carlomagno, sentando las bases de Francia y Alemania.
- 960: Se establece la Dinastía Song en China. Se crea el Papel moneda.
- 927: Unificación de los Anglos, sajones y daneses. Creación del Reino de Inglaterra.
- 962: Proclamación del Primer Reich Alemán (Sacro Imperio).
- 987: en Francia se funda la Dinastía de los Capetos, que gobernará Francia y otros países (con su rama Borbón) por casi mil años.
- En Europa se instituye el Feudalismo.
- En el Oeste de Asia (Israel, Siria) se origina el monacato cristiano.

## Personas relevantes
- 63 a. C. – 14 d. C.: Octavio Augusto, primer emperador romano.
- 4 a. C. – 65 d. C.: Séneca, dramaturgo y filósofo.
- 1 a. C. – 33 d. C.: Jesucristo, Mesías, verdadero hijo de Dios, profeta de origen judío y figura central del cristianismo.
- 14–37: Tiberio, emperador romano.
- 35–95: Quintiliano: retórico romano.
- 37–41: Calígula, emperador romano.
- ¿? –67: San Pedro, primer papa de la Iglesia católica.
- 50–121: Cai Lun, consejero chino creador del papel.
- 54–68: Nerón, emperador romano.
- 100–170: Claudio Ptolomeo, filósofo y matemático griego.
- 155–220: Cao Cao, ministro chino que sentó las bases de la Dinastía Jin.
- 161–180: Marco Aurelio, emperador romano.
- 180–241: Ardashir I, rey parto fundador de la Dinastía Sasánidas en Irán.
- Orígenes (185 al 254), autor de Hexapla y De los primeros principios, los cuales se consideran las primeras obras de exegesis bíblica cristiana.[1]
- 240–280: Śrī Gupta, fundador del Imperio Gupta.
- 274–337: Constantino I el Grande, emperador romano; se convirtió al cristianismo y dio origen a un imperio romano cristiano o bizantino.
- 284–305: Diocleciano, emperador romano.
- 311–383: Ulfilas: apóstol de los godos.
- 340–385: Prisciliano, obispo de Ávila.
- 316–397: San Martín de Tours.
- 346–395: Teodosio I, emperador romano; a su muerte el imperio quedó definitivamente dividido entre Oriente y Occidente. Reconoció a los visigodos como parte integrante del Imperio romano.
- 354–430: San Agustín de Hipona, obispo africano. Máxima figura del pensamiento cristiano vinculado directamente a la filosofía. Es célebre especialmente por sus obras La ciudad de Dios y Confesiones, en las que narra su vida y su conversión.[1]
- 370–410: Alarico I, rey de los godos; saqueó Roma en el 410.
- 377–408: Arcadio, emperador romano/bizantino.
- 389–461: San Patricio, sacerdote irlandés.
- 434–493: Odoacro, jefe huno-esciro, de la tribu germánica de los hérulos; derroca el Imperio romano.
- 434–453: Atila, líder de los hunos.
- 448–458: Meroveo, rey franco, fundador de la Dinastía Merovingia.
- 466–511: Clodoveo I, rey unificador de las tribus francas.
- 476–550: Aryabhata, matemático indio que trabajó con el Número π.
- ¿? - 552: Bumin, fundador del Primer Khaganato Turco.
- 480-525: Boecio, escritor romano, autor de De consolatione, tratado en forma de diálogo en el que el autor conversa con la Filosofía. También es autor de estudios sobre la teoría musical griega.[1]
- 482–565: Justiniano I el Grande, emperador bizantino y restaurador de gran parte de Occidente.
- 560-635: Isidoro de Sevilla, teólogo y enciclopedista español. Autor de Las Etimologías, 20 volúmenes en que reúne el conocimiento de la época.[1]
- 566–635: Gaozu de Tang, reunificador de China bajo la Dinastía Tang.
- 571–632: Mahoma, profeta árabe y fundador del islam.
- 600–661: Ali Ibn Abi Tálib, figura central del Chiismo
- 617–651: Yezdegerd III: último soberano sasánida.
- 621–631: Suintila, rey visigodo que expulsó a los bizantinos de Hispania.
- 630–668: Constante II, último cónsul romano.
- 685–737: Don Pelayo, primer rey de Austrias.
- 686–741: Carlos Martel, rey franco.
- 701–762: Li Bai, poeta chino.
- 742–814: Carlomagno, rey franco que sentó las bases para la actual Europa.
- 778–840: Ludovico Pío: hijo de Carlomagno.
- ¿805?- 865: Ragnar Lodbrock, rey vikingo, destacado por liderar incursiones vikingas en territorios de la Europa cristiana.
- 810–870: Muhammad Ibn Ismail Al-Bujari, importante autor islámico suní.
- 811–886: Basilio I, emperador bizantino fundador de la Dinastía Macedónica.
- 849–899: Alfredo el Grande, rey anglosajón que pactó con los normandos.
- 858–929: Al-Battani, científico y astrónomo árabe.
- 891–961: Abderramán III, califa de Córdoba.
- 898–951: Ramiro II, rey leonés.
- 912–973: Otón I, fundador del Sacro Imperio Romano-Germánico (1.er Reich Alemán)
- 927–976. Song Taizu, fundador de la Dinastía Song en China.
- 893–939 Athelstan, unificador de Inglaterra.
- 933–996: Ricardo I de Normandía.
- 938–996: Hugo Capeto, rey francés fundador de la Dinastía de los Capetos que durará hasta la Revolución Francesa. Es descendiente del actual rey de España.
- 939–1002: Almanzor, califa de Córdoba.
- 950–1007: Erik el Rojo, rey y explorador vikingo.
- 965–1040: Alhacén, erudito árabe que creó el método científico y experimentó con la óptica.
- 973–1048: Al-Biruni, destacado pensador islámico.
- 977–1038: San Esteban I, rey fundador del estado húngaro.
- 979–1037: Avicena, médico persa.

- Datos: Q25868
- Multimedia: 1st millennium / Q25868